# Vol Aeroflot 99
Le vol Aeroflot 99 était un vol intérieur régulier de passagers assuré par un Tupolev Tu-124 reliant Leningrad à Mourmansk, en Union soviétique, qui s’écrasa alors qu'il tentait d'atterrir le 11 novembre 1965. Parmi les 64 passagers et membres d'équipage à bord, 32 périrent dans l'accident, de nombreux survivants furent blessés.

## Accident
Le vol 99 Aeroflot avait décollé de l'aéroport de Leningrad-Pulkovo à 14h21. Le vol s’était bien passé pendant le décollage et la croisière. Cependant, au cours de la descente vers Mourmansk, la météo s’était dégradée avec des cumulonimbus à 260 mètres, de la neige et une visibilité réduite à 1,5 km. Pendant l'approche, à 7,1 km de la piste, le Tupolev volait à 400 m à gauche de l’axe de la piste. 
À environ 2 400 m de la piste, l'avion entra dans une tempête de neige. Les pilotes descendirent en dessous de la trajectoire de descente. Pour aggraver les choses, les pilotes remarquèrent l'éclairage du quartier sur le terrain près de l’axe de la piste. Cela sema la confusion dans l’esprit des pilotes qui les prirent pour des lumières de piste et augmentèrent leur taux de descente. Lorsque les pilotes prirent conscience de leur erreur, il était trop tard, et l'avion s’écrasa sur le lac gelé de Kilp-Yavr. 
Après avoir heurté la glace,  l'avion perdit son aile gauche et le fuselage se brisa en deux, se séparant du poste de pilotage. L'aile droite ensuite se détacha. Le fuselage s’arrêta finalement sur la glace à 1 562 m du début de la piste, et coula rapidement. Des soldats réussirent à sauver plusieurs passagers du fuselage. Le poste de pilotage stoppa sur la glace 166 m à gauche du fuselage et coula également à travers la glace dans les eaux peu profondes près d'une petite île au milieu du lac. Il coula partiellement. Tous les membres de l'équipage, à l'exception du navigateur, réussirent à s’échapper,.